# Ludwig Catel

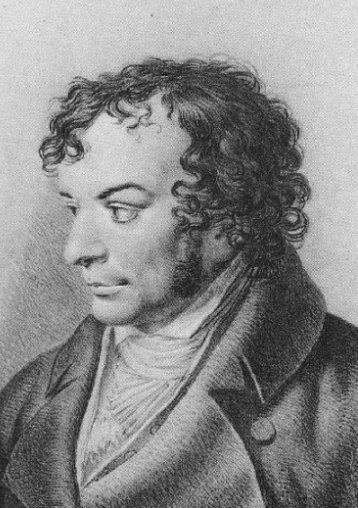
Ludwig Catel

Ludwig Catel, auch Louis Catel, (* 20. Juni 1776 in Berlin; † 15. November 1819 ebenda; vollständiger Name: Ludwig Friedrich Catel) war ein Berliner Architekt, Innenarchitekt und Maler.

## Familie
Ludwig Catel kam als Sohn des Hugenotten Pierre Frédéric Catel (1747–1791) und dessen Frau Elisabeth Wilhelmine, geborene Rousset (1757–1809), auf die Welt. Sein Vater war Assessor am Französischen Gericht in Berlin. Er hatte einen Bruder, den Maler und Holzbildhauer Franz Ludwig Catel (1778–1856) und eine Schwester, die bereits als Kleinkind verstorbene Francoise Henriette (* 28. Februar 1781 in Berlin; † 18. Juli 1781 in Berlin). Der Komponist Charles-Simon Catel war ein Cousin.

## Leben und Werk
Ludwig Catel war ein Schüler von Friedrich Gilly und gründete mit seinem Bruder Franz Ludwig Catel vor 1801 eine Firma für Stuckarbeiten in Berlin. Diese wirkte nach Absprache mit Herzog Carl August an der Gestaltung des Weimarer Stadtschlosses in Weimar mit, wo sich die Brüder von 1801 bis 1803 aufhielten. Seit dem Jahr 1800 lieferte Catel im Auftrag des Berliner Kaufmanns Sigmund Otto von Treskow Entwürfe für die Gutsanlage Owinsk bei Posen, ab 1803 errichtete er dort eine Ziegelei, Ställe, ein Verwalterhaus und die 1804 fertiggestellte Brennerei. 1804–1805 leitete er zudem den Bau von Schloss Owinsk – nach eigenen, 1805 von Karl Friedrich Schinkel modifizierten Entwürfen. 1807 unternahm Catel gemeinsam mit seinem Bruder eine Reise nach Paris, 1811/1812 eine weitere nach Italien.
Ludwig Catel war zudem Gründer des Vorläufers des Luisenstifts. In seinen späteren Lebensjahren bekam er eine Krankheit, die „zeitweise geistige Störungen“ hervorrief und verstarb in geistiger Umnachtung 1818. Beerdigt wurde er auf dem Französischen Friedhof an der Berliner Chausseestraße.

## Werk

### Schriften
- Vorschläge zur Verbesserung der Schauspielhäuser. 1802.
- Vorschläge zu einigen wesentlichen Verbesserungen der Fabrikation der Ziegel 1806.
- Beschreibung der in dem Koeniglichen Schlosse zu Braunschweig neu eingerichteten Zimmer. 1811. Digitalisat der TU Braunschweig
- Über den Bau protestantischer Kirchen. 1815.
- Museum. Begründet, entworfen und dargestellt nach seinen Urformen. 1816. Digitalisat der SLUB Dresden via EOD

### Bekannte Arbeiten (Auswahl)
- 1804: Zimmereinrichtungen im Potsdamer Stadtschloss
- 1801–1804: Nebengebäude und Stallungen der Gutsanlage Owinsk bei Posen
- 1803–1806: Schloss Owinsk (gemeinsam mit Karl Friedrich Schinkel)
- 1814: Inneneinrichtung im Braunschweiger Schloss
- 1814–1815: Orangerie in Berlin-Pankow (Möringscher Park)
- 1816–1817: Welpersches Badehaus in Berlin

## = Weblinks
=
- Catel bei Berliner-Klassik.de

| Personendaten    | Personendaten                                |
| ---------------- | -------------------------------------------- |
| NAME             | Catel, Ludwig                                |
| ALTERNATIVNAMEN  | Catel, Ludwig Friedrich; Catel, Louis        |
| KURZBESCHREIBUNG | Berliner Architekt, Innenarchitekt und Maler |
| GEBURTSDATUM     | 20. Juni 1776                                |
| GEBURTSORT       | Berlin                                       |
| STERBEDATUM      | 15. November 1819                            |
| STERBEORT        | Berlin                                       |